# Кубок Венгрии по волейболу среди женщин
Кубок Венгрии по волейболу среди женщин — ежегодное соревнование женских волейбольных команд Венгрии. Проводится с 1951 года.

## Формула соревнований
Соревнования проходят по системе плей-офф («осень-весна»). Победители полуфинальных матчей в финале определяют обладателя Кубка. В финале розыгрыша 2024/25 «Вашаш-Обуда» победила «Бекешчабу» 3:1.

## Победители
| - 1951 «Вашаш-Ганзвилламоссаги» Будапешт - 1952 «Вашаш-Ганзвилламоссаги» Будапешт - 1953 «Халадаш» Будапешт - 1954 турнир не проводился - 1955 «Бастья-Пензюдьминистериум» Будапешт - 1956 ВТСК Будапешт - 1957 «Петёфи» Будапешт - 1958 «Петёфи» Будапешт - 1959 турнир не проводился - 1960 турнир не проводился - 1961 турнир не проводился - 1962 «Уйпешти Дожа» Будапешт - 1963 «Уйпешти Дожа» Будапешт - 1964 «Уйпешти Дожа» Будапешт - 1965 «Уйпешти Дожа» Будапешт - 1966 «Уйпешти Дожа» Будапешт - 1967 «Уйпешти Дожа» Будапешт - 1968 «Уйпешти Дожа» Будапешт - 1969 НИМ ШЕ Будапешт - 1970 НИМ ШЕ Будапешт - 1971 НИМ ШЕ Будапешт - 1972 НИМ ШЕ Будапешт - 1973 НИМ ШЕ Будапешт - 1974 «Уйпешти Дожа» Будапешт - 1975 «Уйпешти Дожа» Будапешт - 1976 НИМ ШЕ Будапешт - 1977 НИМ ШЕ Будапешт - 1978 НИМ ШЕ Будапешт - 1979 «Вашаш-Иззо» Будапешт - 1980 «Вашаш-Иззо» Будапешт - 1981 «Вашаш» Будапешт - 1982 «Вашаш-Иззо» Будапешт - 1983 «Вашаш» Будапешт - 1984 «Уйпешти Дожа» Будапешт - 1985 «Тунгшрам» Будапешт - 1986 «Уйпешти Дожа» Будапешт - 1987 «Уйпешти Дожа» Будапешт - 1988 «Тунгшрам» Будапешт | - 1989 «Тунгшрам» Будапешт - 1990 «Вашаш» Будапешт - 1991 «Вашаш» Будапешт - 1992 «Тунгшрам» Будапешт - 1993 «Тунгшрам» Будапешт - 1994 «Кордакс-Эгер» Эгер - 1995 «Кордакс-Эгер» Эгер - 1996 «Кордакс-Эгер» Эгер - 1997 «Агриа-Эгер» Эгер - 1998 «Агриа-Эгер» Эгер - 1999 «Вертеш-Волан» Татабанья - 2000 ЭГУТ Эгер - 2001 «Саксиг-НРК-Ньиредьхаза» Ньиредьхаза - 2002 «Саксиг-НРК-Ньиредьхаза» Ньиредьхаза - 2003 «НРК-Ньиредьхаза» Ньиредьхаза - 2004 «НРК-Ньиредьхаза» Ньиредьхаза - 2005 «Вашаш-Обуда» Будапешт - 2006 «Вашаш-Обуда» Будапешт - 2007 «Бетонут-НРК-Ньиредьхаза» Ньиредьхаза - 2008 «Вашаш-Обуда» Будапешт - 2009 «Вашаш-Обуда» Будапешт - 2010 «Будапешт ШЕ» - 2011 «Будапешт ШЕ» - 2012 «Вашаш-Обуда» Будапешт - 2013 «Вашаш-Обуда» Будапешт - 2014 «Вашаш-Обуда» Будапешт - 2015 «Вашаш-Обуда» Будапешт - 2016 «Линамар» Бекешчаба - 2017 «Линамар» Бекешчаба - 2018 «Фатум-НРК-Ньиредьхаза» Ньиредьхаза - 2019 «Фатум-НРК-Ньиредьхаза» Ньиредьхаза - 2020 «Вашаш-Обуда» Будапешт - 2021 «Фатум-Ньиредьхаза» Ньиредьхаза - 2022 «Вашаш-Обуда» Будапешт - 2023 «Вашаш-Обуда» Будапешт - 2024 «Вашаш-Обуда» Будапешт - 2025 «Вашаш-Обуда» Будапешт |

## Источник
- Волейбол. Энциклопедия/Сост. В. Л. Свиридов. Москва: Издательства «Человек» и «Спорт» — 2016.